# Chariton Prokof'evič Laptev
Chariton Prokof'evič Laptev, in russo Харитон Прокофьевич Лаптев? (1700 – 21 dicembre 1763), è stato un esploratore russo dell'Artico.

## Biografia

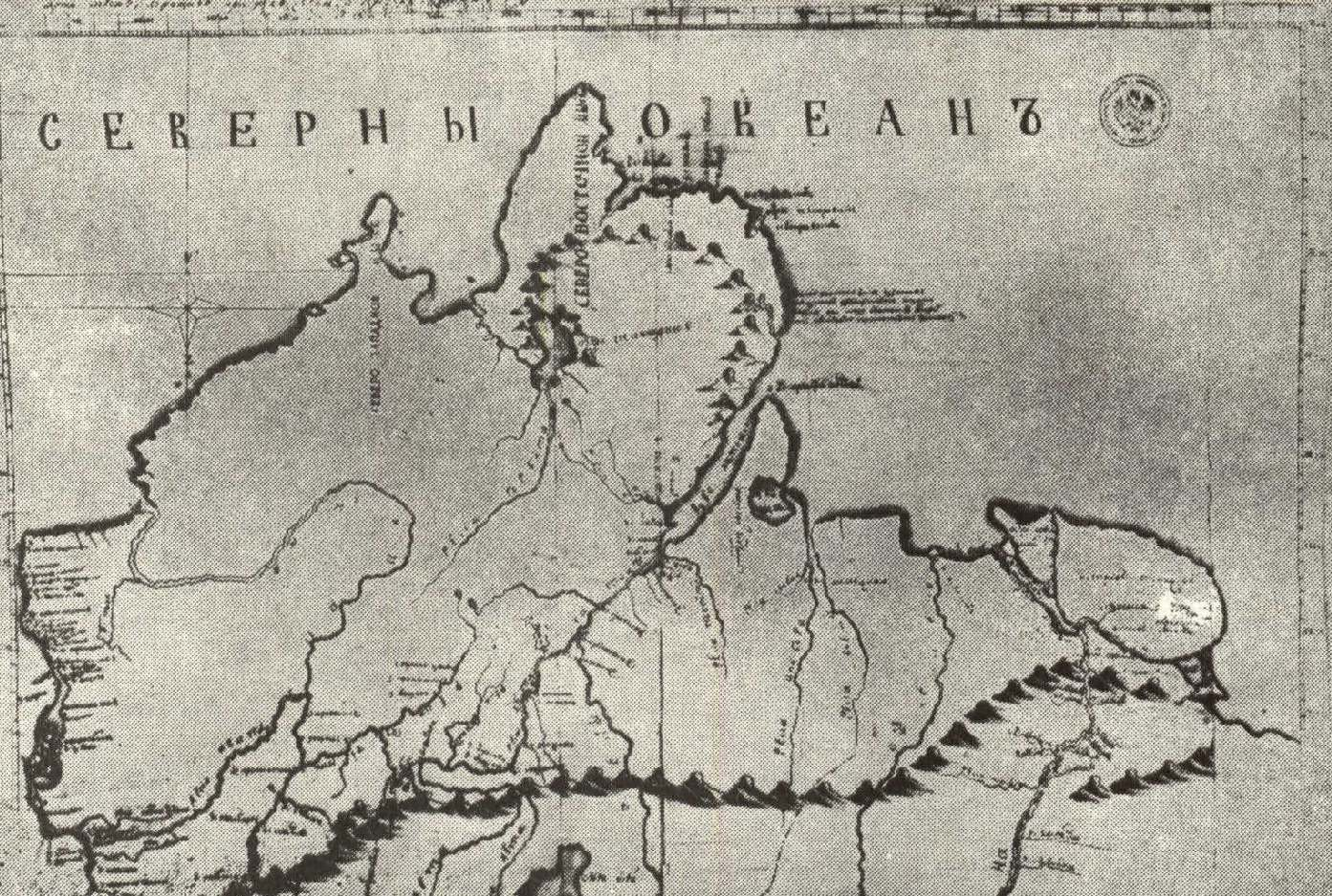
Mappa della penisola del Tajmyr fatta da Chariton Laptev nel 1742.

Laptev nacque da una famiglia della piccola nobiltà nel villaggio di Pokarevo (vicino a Velikie Luki), nel Velikolukskij uezd, della gubernija di Pskov. un anno prima di suo cugino Dmitrij Jakovlevič Laptev (1701–1771) nato nel vicino villaggio di Bolotovo. Insieme avrebbero intrapreso la carriera navale e l'esplorazione artica. Il mare di Laptev sarebbe stato poi così chiamato in loro onore. Chariton aveva iniziato la sua carriera nella Marina Militare russa come cadetto nel 1718. Nel 1730 era già a capo di una nave militare, e nel 1734 aveva partecipato all'assedio di Danzica.
Nel 1739-1742, Chariton Laptev aveva guidato uno dei gruppi
della Seconda spedizione in Kamčatka di Vitus Bering. Laptev aveva descritto la penisola del Tajmyr dalla foce del fiume Khatanga a quella del fiume Pjasina e aveva scoperto alcune delle isole di quell'area. Dopo la spedizione, ha partecipato alla creazione della Mappa generale della costa della Siberia e della Kamčatka, e ha continuato il suo servizio militare nella flotta del Baltico. 

## Luoghi dedicati
- Mare di Laptev dedicato ai cugini Dmitrij e Chariton Laptev.
- Costa Chariton Laptev (берег Харитон Лаптева), la parte costiera della penisola del Tajmyr a sud-ovest del golfo di Middendorff (75°44′11″N 92°24′31″E).
- Capo Laptev (мыс Лаптева) 76°19′59″N 97°03′41″E, una punta settentrionale dell'isola del Pilota Machotkin.
- Capo Chariton (мыс Харитона) sulla costa orientale della medesima isola 76°17′36″N 97°07′31″E.